# Paul Hurault, 8º Marquês de Vibraye
Paul Hurault, 8º Marquês de Vibraye (Paris, 26 de julho de 1809 - Paris, 14 de julho de 1878) foi um arqueólogo amador da França.
Hurault nasceu Guillaume-Paul Louis Maximilien Hurault, filho de uma notável política e oficial militar Anne-Louis Victor Denis Hurault.
Ele descobriu a primeira representação escultural paleolítica de uma mulher descoberta nos tempos modernos, chamada de Vênus Impudica. Foi encontrada por volta de 1864 no famoso sítio arqueológico de Laugerie-Basse no vale Vézère (um dos muitos sítios importantes da Idade da Pedra dentro e ao redor da comuna de Les Eyzies-de-Tayac-Sireuil em Dordonha, sudoeste da França). A "Vênus" magdaleniana de Laugerie-Basse é decapitada, sem pés, sem braços, mas com uma abertura vaginal fortemente incisada. De Vibraye a chamou de La Vénus impudique ou Venus Impudica ("Vênus imodesta"), contrastando-a com a Vênus Pudica, escultura helenística de Praxiteles que mostra Afrodite cobrindo o púbis nu com a mão direita. É desse nome que obtemos o termo "estatuetas de Vênus" comumente usado para esculturas da Idade da Pedra desse tipo.